# Sapromyza clathrata
Sapromyza clathrata är en tvåvingeart som beskrevs av Shatalkin 1993. Sapromyza clathrata ingår i släktet Sapromyza och familjen lövflugor.
Artens utbredningsområde är Turkmenistan. Inga underarter finns listade i Catalogue of Life.